# Kyalite
Kyalite est une localité australienne située dans la zone d'administration locale du comté de Balranald en Nouvelle-Galles du Sud.

## Géographie
Kyalite est située dans la région de la Riverina, au sud de la Nouvelle-Galles du Sud, sur la rivière Wakool, près du Murray qui marque la frontière avec l'État du Victoria, à 37 km de Balranald.

## Histoire
Le village de Wakool Crossing (site de l'actuel Kyalite) a été fondé par Henry Talbett, qui vers 1848 a établi à cet endroit un service de barque sur la Wakool. Talbett a fait venir sa famille d'Irlande, y compris ses parents et ses frères et sœurs. Son frère John est venu à Wakool Crossing avec sa famille et a aidé Henry à construire une auberge et un magasin général. Le 13 septembre 1860, l'expédition de Burke et Wills fait étape dans l'hôtel des Talbett. La localité est rebaptisée Kyalite en 1927.

## Démographie
La population s'élevait à 108 habitants en 2006 et à 82 habitants en 2016.